# Hermann von Helmholtz
 Hermann Ludwig Ferdinand von Helmholtz  (31 d'agost de 1821 - 8 de setembre de 1894), fou un metge i físic alemany.
Helmholtz va néixer a Potsdam; primogènit d'un director d'institut, Ferdinand Helmholtz, que va estudiar filologia i filosofia clàssica i amic proper de Immanuel Hermann Fichte. Per això es comprèn que el treball de Helmholtz sigui influenciat per Fichte i Kant, les teories va tractar de traslladar a activitats empíriques com la psicologia. Va ser cofundadador el 1887 del Physikalische-Technische Reichsanstalt, més tard l'actual Physikalische-Technische Bundesanstalt, juntament amb Karl-Heinrich Schellbach i Werner von Siemens a Charlottenburg.

## Biografia

### Primers anys
Helmholtz va néixer a Potsdam, fill del director del gimnàs local, Ferdinand Helmholtz, que havia estudiat filologia i filosofia clàssiques, i que era molt amic de l'editor i filòsof Immanuel Hermann Fichte. L'obra de Helmholtz va estar influenciada per la filosofia de Johann Gottlieb Fichte i Immanuel Kant. Va intentar rastrejar les seves teories en qüestions empíriques com la fisiologia.

### Joventut. Medicina. Conservació de l'energia
De jove, Helmholtz estava interessat en les ciències naturals, però el seu pare volia que estudiés medicina.
Es va traslladar a Berlín per a estudiar medicina a l'Institut Frederic Guillem Medicoquirúrgic, escola que formava a metges militars. Va triar estudiar allà perquè no hi havia de pagar matrícula, cosa important, ja que la seva família no era massa acabalada. No obstant això, a canvi es comprometia a servir vuit anys a l'exèrcit.
Quatre anys més tard Helmholtz va abandonar la Pipinière com a doctor en anatomia per fer pràctiques a l'hospital de la Charité. A 1841 va començar una tesi doctoral sota la direcció de Müller. Estudiaria l'estructura del sistema nerviós en els invertebrats. Així va descobrir que les fibres nervioses sorgeixen d'unes cèl·lules, anteriorment identificades per Christian Gottfried von Ehrenberg.
A 1843 va ser destinat a l'hospital de Potsdam, on va treballar durant cinc anys. Va poder compatibilitzar el seu treball amb les investigacions, ja que tenia força temps lliure. Habilitar un barracó per transformar-lo en laboratori. Allà va realitzar investigacions sobre la producció de calor durant la contracció muscular. Va demostrar que la calor no era transportada per la sang o pels nervis, sinó que era produïda en els mateixos músculs. Va deduir un equivalent mecànic de la calor, incorporat en la seva dissertació de 1847,  Über die Erhaltung der Kraft  (Sobre la conservació de l'energia). Això significava que no existien forces vitals per a moure un múscul. Helmholtz va rebutjar la tradició especulativa de la filosofia natural, paradigma dominant llavors en la fisiologia alemanya.
Entrenat principalment en fisiologia, Helmholtz va escriure sobre molts altres temes, que van des de la física teòrica fins a l’edat de la Terra i fins a l'origen del Sistema solar.

### Universitat
La primera posició acadèmica de Helmholtz va ser com a professor d'anatomia a l'Acadèmia de les Arts de Berlín el 1848 gràcies a l'ajuda que li va proporcionar Alexander von Humboldt. Després va passar a ocupar un lloc de professor associat de fisiologia a la Universitat Prussiana de Königsberg, on va ser nomenat el 1849. El 1855 va acceptar una cátedra d'anatomia i fisiologia a la Universitat de Bonn. No va ser especialment feliç a Bonn, però, i tres anys més tard es va traslladar a la Universitat de Heidelberg, a Baden, on va exercir com a professor de fisiologia. El 1871 va acceptar la seva posició final a la universitat, com a professor de física a la Universitat Friedrich Wilhelm de Berlín.

## Filosofia
El treball científic de Helmholtz en fisiologia i mecànica va desenvolupar moltes coses per les quals és conegut en la  filosofia de la ciència, incloses idees sobre la relació entre les lleis de la percepció i les lleis de la natura i el seu rebuig a l'ús exclusiu de la geometria euclidiana.
La seva filosofia de la ciència oscil·lava entre alguna versió de l'empirisme i el transcendentalisme. Malgrat les associacions especulatives d'aquest últim, la seva filosofia de la ciència està totalment en deute amb el seu ús de la física matemàtica per suplantar el vitalisme i articular el principi general de conservació de l'energia.
El seu rebuig de la geometria euclidiana com l'única ciència possible de l'espai és fonamental per entendre la seva apropiació de la filosofia de l'espai de Kant, que aparentment requereix que la geometria euclidiana sigui aquesta ciència exclusiva a priori de l'espai físic. Helmholtz va introduir una nova concepció de l'a priori en l'espai: la de la determinació de la varietat de possibles orientacions en l'espai perceptiu. Aquests desenvolupaments van inspirar noves lectures de Kant i van contribuir a l'auge del moviment neokantisme modern tardà en la filosofia.

## Oftalmologia
Entre els anys 1856, 1860 i 1866, von Helmholtz va publicar, dividit en tres part, el Manual d’òptica fisiològica, el qual inclou moltes de les seves investigacions sobre l’anatomia de l’ull, l’òptica psicològica, la diòptrica i les sensacions i percepcions visuals.
En aquest manual també es descriuen dos invencions de Helmholtz: l'oftalmoscopi (1851) i l'oftalmòmetre (1880). El primer permet inspeccionar l’interior de l’ull humà ampliat, i, el segon, ajuda a mesurar la curvatura de la superfície exterior de la còrnia.

## Acústica
Helmholtz també va construir un aparell per analitzar les combinacions de tons que generen sons naturals complexos: el ressonador de Helmholtz, el qual és un instrument musical electrònic primitiu (un dels precursors) que no va néixer com a tal, ja que el seu inventor era un científic i no tenia cap interès en les aplicacions musicals derivades de les seves investigacions.
A 1863 Helmholtz va publicar un llibre titulat Sobre les sensacions de to com a base fisiològica per a la teoria de la música, on demostrava de nou el seu interès en la física de la percepció. Aquest llibre va influenciar als musicòlegs del segle xx.
La fisiologia sensorial de Helmholtz va ser la base del treball de Wilhelm Wundt, un deixeble de Helmholtz, que és considerat com un dels fundadors de la psicologia experimental. Ell, més explícitament que Helmholtz, va descriure la seva investigació com una forma de filosofia empírica i com un estudi de la ment com una cosa separat. Helmholtz va manifestar en la seva última refutació de la tradició de la filosofia natural especulativa de començaments del segle xix la importància del materialisme, centrant-se més en la unitat de cos i ment.

## Electromagnetisme

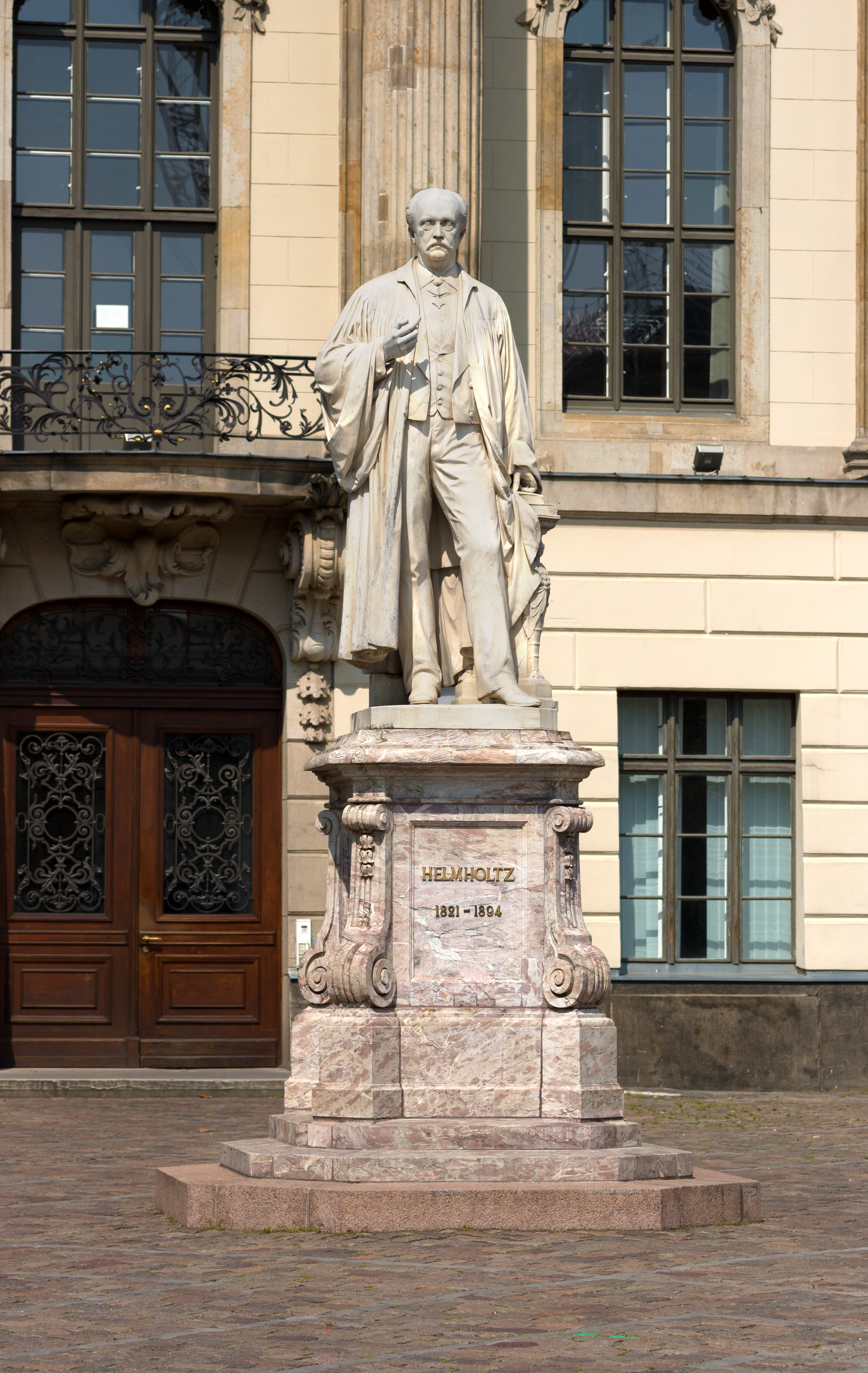
Estàtua de Helmholtz davant de la Universitat Humboldt de Berlín

Helmholtz es va traslladar a 1871 de Bonn a Berlín, exercint de professor de física. Es va interessar per l'electromagnetisme. Tot i que ell mateix no va assolir la celebritat per aquestes contribucions a la ciència, el seu deixeble Heinrich Rudolf Hertz es va fer famós per ser el primer a mostrar la radiació electromagnètica. Un altre dels seus estudiants va ser Max Planck.
Helmholtz va escriure sobre molts temes diferents. Entre ells, temes tan divergents com l'edat de la terra, l'origen del sistema planetari i el funcionament de la membrana basilar a la còclea. (Vegeu Ressonador de Helmholtz)

## Honors i llegat
- El 1873, Helmholtz va ser elegit com a membre de l’American Philosophical Society.[11]
- El 1881, Helmholtz va ser elegit membre honorari del Royal College of Surgeons d'Irlanda.[12]
- El 10 de novembre de 1881, se li va concedir la Legió d'Honor: al grau de Commandeur, o Nivell 3, un grau superior. (núm. 2173).
- El 1883, el professor Helmholtz va ser honrat per l'emperador, sent elevat a la noblesa, o Adel. L'Adelung significava que ell i la seva família es deien ara: von Helmholtz. La distinció no era una noblesa ni un títol, sinó que era hereditària i atorgava un cert prestigi social.
- Helmholtz va rebre la Membre d'Honor de la Institució d'Enginyers i Constructors Navals d'Escòcia el 1884.[13]
- La més gran associació alemanya d’institucions de recerca, l'Associació Helmholtz, porta el seu nom.[14][15]
- L'asteroide 11573 Helmholtz i el cràter lunar Helmholtz, així com el cràter Helmholtz a Mart van ser batejats així en el seu honor.[16][17]
- A Charlottenburg, Berlín, el carrer Helmholtzstraße rep el nom de von Helmholtz.[18]